# Jungfernbach (Kassel)
Der Jungfernbach ist ein 2,8 km langer, westlicher und orographisch rechter Zufluss der Ahne im Norden der nordhessischen Großstadt Kassel.

## Geographie

### Verlauf
Der zumeist rinnsalartige Jungfernbach entspringt im Westteil des Kasseler Stadtteils Jungfernkopf, der auf und an dem teilweise parkartig bewaldeten Jungfernkopf liegt, dem in Kassel gelegenen Südosthang des Vellmarer Osterbergs (258,2 m). Seine Quelle liegt in der Kanalisation etwa unter der Kreuzung der Straßen Kornblumenweg/Am Ziegenberg auf rund (221 m ü. NHN). Eine parallel zur Straße Am Ziegenberg verlaufende Straße im oberhalb seines Ursprungs gelegenen, seit etwa 2000 entstandenen Wohngebiet heißt Zum Jungfernbach.
Das oberhalb des Jungfernbach-Ursprungs gelegene Einzugsgebiet reicht entlang der Straße Am Ziegenberg in Richtung Nordwesten noch hinauf zur in den Nordostausläufern des Hohen Habichtswaldes gelegenen Bergkuppe des Lambert (ca. 292 m).
Etwa in West-Ost-Richtung verläuft der bereits in seinem Oberlauf abschnittsweise in der Kanalisation fließende Jungfernbach durch südlich unterhalb des Jungfernkopfs gelegene Bereiche des gleichnamigen Stadtteils. Das dort mancherorts auch oberirdisch zwischen Häusern des Stadtteils befindliche Bachbett liegt oft trocken. Dabei fließt der Bach etwa entlang der Straße Am Ziegenberg und dann etwas südwestlich parallel zur Waldecker Straße, wobei er die 1954 eingeweihte Kirche Jungfernkopf (ca. 201 m) beim Bachkilometer 2,1 direkt südwestlich passiert.
Am Ende der Waldecker Straße unterquert der Jungfernbach auf etwa 189 m Höhe erst die vor Kopf verlaufende Straße Eisenbahnweg und dann – nahe der 2008 eröffneten RegioTram-Haltestelle Jungfernkopf – beim Bachkilometer 1,6 einen Bahndamm der Bahnstrecke Kassel–Warburg. Wenige Meter südwestlich neben der dortigen Bachdurchführung führt die Waldecker Straße durch eine 2012 eröffnete Bahndammbrücke, um direkt anschließend auf die Straße Schenkebier Stanne zu treffen.
Dann verläuft der Jungfernbach südöstlich des Jungfernkopfs und nördlich bis nordöstlich des Rothenbergs (207,3 m) wenige Meter nördlich entlang der Straße Schenkebier Stanne durch die von Wald, bebautem Gebiet und Schrebergärten gesäumte Bachaue der Jungfernwiese, wo auf etwa 184 m Höhe ein namenloses Rinnsal von Nordwesten einfließt und im Mündungsgebiet einen Tümpel ausbildet.
Anschließend unterquert der Jungfernbach – wieder in der Kanalisation verschwindend – zwischen den Bachkilometern 1,1 und 0,9 in der Kanalisation der Schenkebier Stanne auf etwa 175 m Höhe zahlreiche Eisenbahnbrücken, über die unter anderem die Schnellfahrstrecke Hannover–Kassel–Würzburg führt. Zwischen den Brücken passiert das Fließgewässer das direkt nördlich dieser Straße stehende Tierheim Wau-Mau-Insel, das eng mit der von 1975 bis 2008 vom hr-fernsehen ausgestrahlten Tiersendung herrchen gesucht zusammenarbeitete.
Unmittelbar nach diesen Brücken verlässt der Jungfernbach das Gebiet des Kasseler Stadtteils Jungfernkopf und fließt weiterhin in der Kanalisation der Schenkebier Stanne in den Nordteil des Stadtteils Rothenditmold ein, wobei er das Werk Mittelfeld der Henschel-Werke nördlich passiert; direkt südwestlich davon befindet sich das Mercedes-Benz Werk Kassel.
Wenige Meter nordöstlich vom Werk Mittelfeld unterquert der Jungfernbach beim Bachkilometer 0,4 die auf der Grenze der Stadtteile Rothenditmold und Nord-Holland gelegene Kreuzung (166,8 m) des Straßenzugs Schenkebier Stanne−Bunsenstraße und Holländische Straße, die in diesem Abschnitt einen gemeinsamen Abschnitt der Bundesstraßen 7 und 83 aufweist und Kassel und Vellmar miteinander verbindet; an der Kreuzung liegt die ÖPNV-Haltestelle Holländische Straße. Fortan verläuft der Bach im Stadtteil Nord-Holland in der Kanalisation der Bunsenstraße. Anschließend unterquert er nahe der Kreuzung (160,5 m Höhe) dieser Straße mit der Niedervellmarer Straße die zuletzt genannte Straße.
Wenige Meter unterhalb davon mündet der Jungfernbach nach Verlassen der städtischen Kanalisation auf etwa 156 m Höhe in den dort aus Richtung Nordnordwesten heran fließenden und entlang der Grenze der Kasseler Stadtteile Nord-Holland und Philippinenhof-Warteberg verlaufenden Fulda-Zufluss Ahne, der kurz darauf die Gahrenbergstraße unterquert.

### Naturräumliche Zuordnung
Der Jungfernbach fließt gänzlich in der naturräumlichen Haupteinheitengruppe Westhessisches Bergland (Westhessisches Berg- und Senkenland; Nr. 34) und in der Haupteinheit Westhessische Senke (343) durch die Untereinheit Kasseler Becken (343.3).

## Landschaftsschutzgebiet
Zwischen der Bahnstrecke Kassel–Warburg und den Eisenbahnbrücken, über die unter anderem die Schnellfahrstrecke Hannover–Kassel–Würzburg führt, fließt der Jungfernbach in der Bachaue der Jungfernwiese durch Teile des Landschaftsschutzgebiets (LSG) Stadt Kassel (CDDA-Nr. 378517; 1995 ausgewiesen; 19,8386 km² groß), in dem auch seine Mündung liegt.